# Schwache Konvergenz in Lp
Die schwache Konvergenz in {\displaystyle {\mathcal {L}}^{p}} und die schwache Konvergenz in {\displaystyle L^{p}} sind zwei eng miteinander verwandte Konvergenzbegriffe für Funktionenfolgen aus der Maßtheorie. Sie sind ein Spezialfall der schwachen Konvergenz im Sinne der Funktionalanalysis für Folgen in Lp-Räumen. Zu beachten ist, dass es in der Maßtheorie und der Stochastik mehrere verschiedene Konzepte von schwacher Konvergenz gibt, diese sollten nicht miteinander verwechselt werden. In Abgrenzung zur schwachen Konvergenz in {\displaystyle {\mathcal {L}}^{p}} oder {\displaystyle L^{p}} wird die Norm-Konvergenz, also die Konvergenz im p-ten Mittel dann auch als starke Konvergenz in {\displaystyle {\mathcal {L}}^{p}} oder {\displaystyle L^{p}} bezeichnet.

## Definition
Gegeben sei ein Maßraum {\displaystyle (X,{\mathcal {A}},\mu )} sowie  {\displaystyle p\in [1,\infty )} und {\displaystyle q:={\tfrac {1}{1-1/p}}}, also {\displaystyle {\tfrac {1}{p}}+{\tfrac {1}{q}}=1} mit {\displaystyle {\tfrac {1}{\infty }}=0}, der zu {\displaystyle p} konjugierte Index. Außerdem seien {\displaystyle f,(f_{n})_{n\in \mathbb {N} }} aus {\displaystyle {\mathcal {L}}^{p}(X,{\mathcal {A}},\mu )}, kurz {\displaystyle {\mathcal {L}}^{p}}, dem Raum der p-fach integrierbaren Funktionen. Die Funktionenfolge {\displaystyle (f_{n})_{n\in \mathbb {N} }} heißt schwach konvergent gegen {\displaystyle f}, wenn für alle {\displaystyle g\in {\mathcal {L}}^{q}} gilt, dass
{\displaystyle \lim _{n\to \infty }\int _{X}f_{n}g\mathrm {d} \mu =\int _{X}fg\mathrm {d} \mu }
ist. Analog definiert man die schwache Konvergenz von Funktionen aus {\displaystyle L^{p}}. Man schreibt dann in beiden Fällen {\displaystyle f_{n}\rightharpoonup f}.

## Einordnung
In der Funktionalanalysis versteht man unter schwacher Konvergenz Folgendes: Ausgehend von einem normierten Vektorraum {\displaystyle V} bildet man den topologischen Dualraum
{\displaystyle V':=\{T\;|\;T\colon V\to \mathbb {K} {\text{ ist linear und stetig }}\}}.
Eine Folge {\displaystyle (x_{n})_{n\in N}} in {\displaystyle V} heißt dann schwach konvergent gegen {\displaystyle x\in V}, wenn
{\displaystyle \lim _{n\to \infty }T(x_{n})=T(x){\text{ für alle }}T\in V'}
ist. Betrachtet man nun als normierten Vektorraum den {\displaystyle {\mathcal {L}}^{p}(X,{\mathcal {A}},\mu )} für {\displaystyle p=(1,\infty )}, so ist der Dualraum normisomorph zum {\displaystyle {\mathcal {L}}^{q}(X,{\mathcal {A}},\mu )} (siehe auch Dualität von Lp-Räumen), wobei {\displaystyle q} der zu {\displaystyle p} konjugierte Index ist, also {\displaystyle {\tfrac {1}{p}}+{\tfrac {1}{q}}=1}. Jedes Element aus dem Dualraum ist dann von der Form
{\displaystyle T_{g}(\cdot )=\int g\cdot \mathrm {d} \mu {\text{ für ein }}g\in {\mathcal {L}}^{q}}.
Somit ist eine Folge von {\displaystyle (f_{n})_{n\in \mathbb {N} }\in {\mathcal {L}}^{p}} schwach konvergent in {\displaystyle L^{p}}, wenn
{\displaystyle \lim _{n\to \infty }T_{g}(f_{n})=T_{g}(f)}
für alle {\displaystyle g\in {\mathcal {L}}^{q}}, was der oben angegebenen Definition entspricht. Die schwache Konvergenz in {\displaystyle {\mathcal {L}}^{p}} ist somit ein Spezialfall der schwachen Konvergenz im Sinne der Funktionalanalysis und auch ein Standardbeispiel für ebendiese.

## Eindeutigkeit
Der Grenzwert einer schwach konvergenten Folge in {\displaystyle {\mathcal {L}}^{p}} ist nur bis auf eine {\displaystyle \mu }-Nullmenge eindeutig bestimmt. Das bedeutet, dass wenn die Funktionenfolge schwach gegen {\displaystyle f} und schwach gegen {\displaystyle g} konvergiert folgt, dass {\displaystyle f=g} {\displaystyle \mu }-fast überall ist.
Dementsprechend ist der Grenzwert bei der schwachen Konvergenz in {\displaystyle L^{p}} aufgrund der Unempfindlichkeit gegenüber Nullmengen eindeutig bestimmt. 

## Beziehung zu anderen Konvergenzbegriffen

### Konvergenz lokal nach Maß
Aus der Konvergenz lokal nach Maß folgt für {\displaystyle p\in (1,\infty )} unter Umständen die schwache Konvergenz. Konvergiert eine Folge {\displaystyle (f_{n})_{n\in \mathbb {N} }} aus {\displaystyle {\mathcal {L}}^{p}} gegen {\displaystyle f\in {\mathcal {L}}^{p}} lokal nach Maß und ist die Folge reeller Zahlen {\displaystyle (\|f_{n}\|_{p})_{n\in \mathbb {N} }} beschränkt, so konvergiert die Folge auch schwach gegen {\displaystyle f}.
Für {\displaystyle p=1} ist diese Aussage im Allgemeinen nicht richtig, wie folgendes Beispiel zeigt: Betrachtet man den Maßraum {\displaystyle ([0,1],{\mathcal {B}}([0,1]),\lambda |_{[0,1]})}, so konvergiert die Folge
{\displaystyle f_{n}=n\chi _{[0,1/n]}}
lokal nach Maß gegen 0 und es ist {\displaystyle \|f_{n}\|_{1}=1} für alle {\displaystyle n}. Aber für die konstante Funktion {\displaystyle g=1} aus {\displaystyle {\mathcal {L}}^{\infty }} ist dann
{\displaystyle \int _{X}f_{n}g\mathrm {d} \lambda =1}.
Somit konvergiert die Folge nicht schwach gegen 0.

### Konvergenz im p-ten Mittel
Jede im p-ten Mittel konvergente Folge konvergiert für {\displaystyle p\in [1,\infty )} auch schwach, denn aus der Hölder-Ungleichung folgt
{\displaystyle \left|\int _{X}f_{n}g\mathrm {d} \mu -\int _{X}fg\mathrm {d} \mu \right|\leq \|f_{n}-f\|_{p}\|g\|_{q}},
somit existiert eine konvergente Majorante. Die Grenzwerte stimmen dann überein. Der Satz von Radon-Riesz liefert unter einer Voraussetzung auch die Umkehrung. Er besagt, dass für {\displaystyle p\in (1,\infty )} eine Funktionenfolge genau dann im p-ten Mittel konvergiert, wenn sie schwach konvergiert und die Folge der Normen der Funktionenfolge gegen die Norm der Grenzfunktion konvergiert.